# Ernesto Fonseca Carrillo
 (décembre 2018).
Si vous disposez d'ouvrages ou d'articles de référence ou si vous connaissez des sites web de qualité traitant du thème abordé ici, merci de compléter l'article en donnant les références utiles à sa vérifiabilité et en les liant à la section « Notes et références ».
Ernesto Fonseca Carrillo, né en 1930 ou 1942 à Santiago de los Caballeros, Badiraguato, Sinaloa, Mexique, généralement désigné par son pseudonyme, Don Neto, est un seigneur de la drogue mexicain condamné et un ancien dirigeant du cartel de Guadalajara, un groupe criminel disparu basé au Jalisco. 
Il dirigeait l'organisation aux côtés de Miguel Ángel Félix Gallardo et de Rafael Caro Quintero. Fonseca Carrillo était impliqué dans le trafic de drogue depuis le début des années 1970, principalement en Équateur, avant de déménager ses opérations au Mexique.
Fonseca est l'oncle de l'ancien dirigeant du cartel de Juárez, Amado Carrillo Fuentes.

## Biographie

### Jeunesse
Ernesto Fonseca Carrillo est né à Santiago de los Caballeros, Badiraguato, Sinaloa, Mexique. Les sources ne sont pas d'accord sur sa date de naissance exacte. Selon la Drug Enforcement Administration (DEA), il est né en 1942. D'autres sources disent qu'il est né le 1er août 1930.

### Accusations et arrestation
La DEA a inculpé Fonseca en 1982 dans une opération de blanchiment d'argent à San Diego. Avant que la DEA ne reçoive l'autorisation de mettre sur écoute les téléphones de Fonseca, ce dernier s'enfuit. Le 7 avril 1985, Fonseca est à Puerto Vallarta. Sa villa est encerclée par l'armée mexicaine et Fonseca est contraint de se rendre.
Fonseca a, par la suite, été impliqué dans le meurtre d'Enrique Camarena, agent de la DEA enlevé, torturé et assassiné par le cartel de Guadalajara en 1985. Fonseca n'a pas avoué avoir tué Camarena et s'est déclaré outré que l'agent ait été battu. Fonseca a été reconnu coupable du meurtre par le système judiciaire mexicain, et condamné à 40 ans de prison.

### Assignation à résidence
Fonseca a été transféré de prison en résidence surveillée en juillet 2016 en raison de son âge avancé et de son état de santé dégradé. Il lui reste environ neuf ans d'emprisonnement pour une peine de 40 ans,.

## Dans les médias
En 2018, le rôle de Fonseca Carrillo est interprété par l'acteur Joaquín Cosío dans la série télévisée de Netflix, Narcos: Mexico.